# John Armstrong (poet)
John Armstrong, född 1709, död 7 september 1779, var en skotsk läkare och författare.
Armstrong försökte i sin Art of preserving health att versifiera läkekonsten. Han tillhörde James Thomsons skola.